# 格雷戈里 (北卡羅萊納州)
格雷戈里（英語：Gregory）是位於美國北卡羅萊納州柯里塔克縣的非建制地區。

## 歷史
格雷戈里的郵局自1891年營運至今。

## 地理
格雷戈里所處的海拔為高於海平面3米（即10英呎），而該地所採用的時區為UTC-5，即北美东部时区（EST）。同時該地設有夏令時間，為UTC-5調快一小時，即UTC-4（EDT）。